# King's Walden
King's Walden är en civil parish  i Storbritannien.   Den ligger i grevskapet Hertfordshire och riksdelen England, i den södra delen av landet, 40 km norr om huvudstaden London. King's Walden ligger 144 meter över havet och antalet invånare är 1 600. Största byn är Breachwood Green, men det finns även ett antal mindre byar, däribland King's Walden.
Terrängen runt King's Walden är platt. Runt King's Walden är det tätbefolkat, med 397 invånare per kvadratkilometer. Närmaste större samhälle är Luton, 6,9 km väster om King's Walden. Trakten runt King's Walden består till största delen av jordbruksmark.